# 睚眦

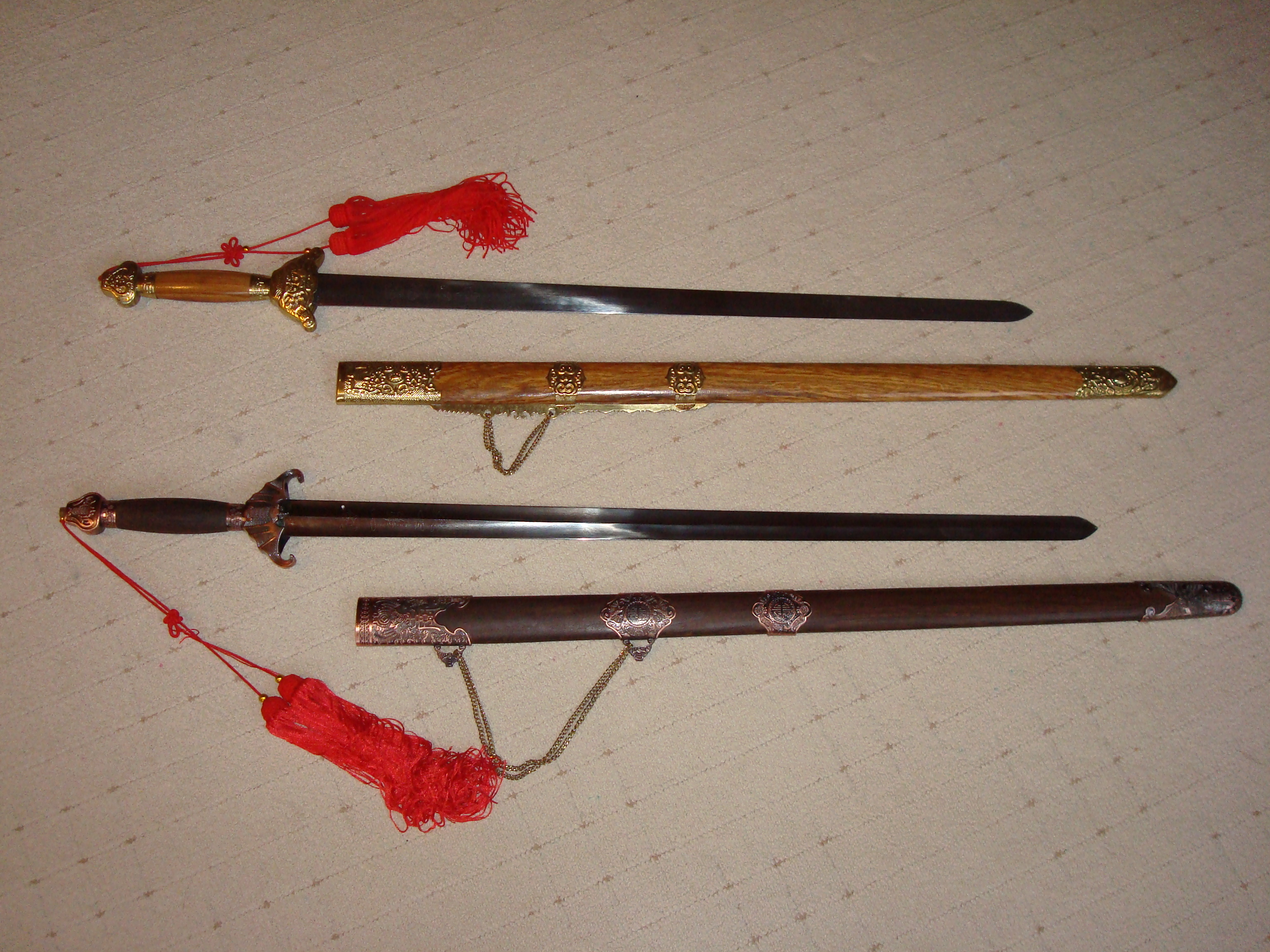
剣の柄の睚眦

睚眦（がいさい、拼音：Yázì）は、竜生九子の一つ。ヤマイヌの首をもち、気性が激しく荒く、争いや殺す事を好む。よって、刀の環（刀を佩びるための輪）や、剣の鯉口、武器や罪人を処刑するための鎌や矛に彫られ、古代（三国志時代）には軍旗などの図案に多く用いられた。
『睚』の字の由来は目のきわ、『眦』は目のわずかに開きはじめた部分、で、どちらも、まなじりや目じりという意味である。また、どちらに字にも『にらむ』という意味があり、転じて『睚眦』には『目を怒らして見る。にらむ』という意味があり、転じて『わずか』という意味もある。史記・范雎伝にある『睚眦之怨』（がいさいのうらみ）は、ちょっとにらまれた程度の恨み、という意味である。